# Vittorino Girardi

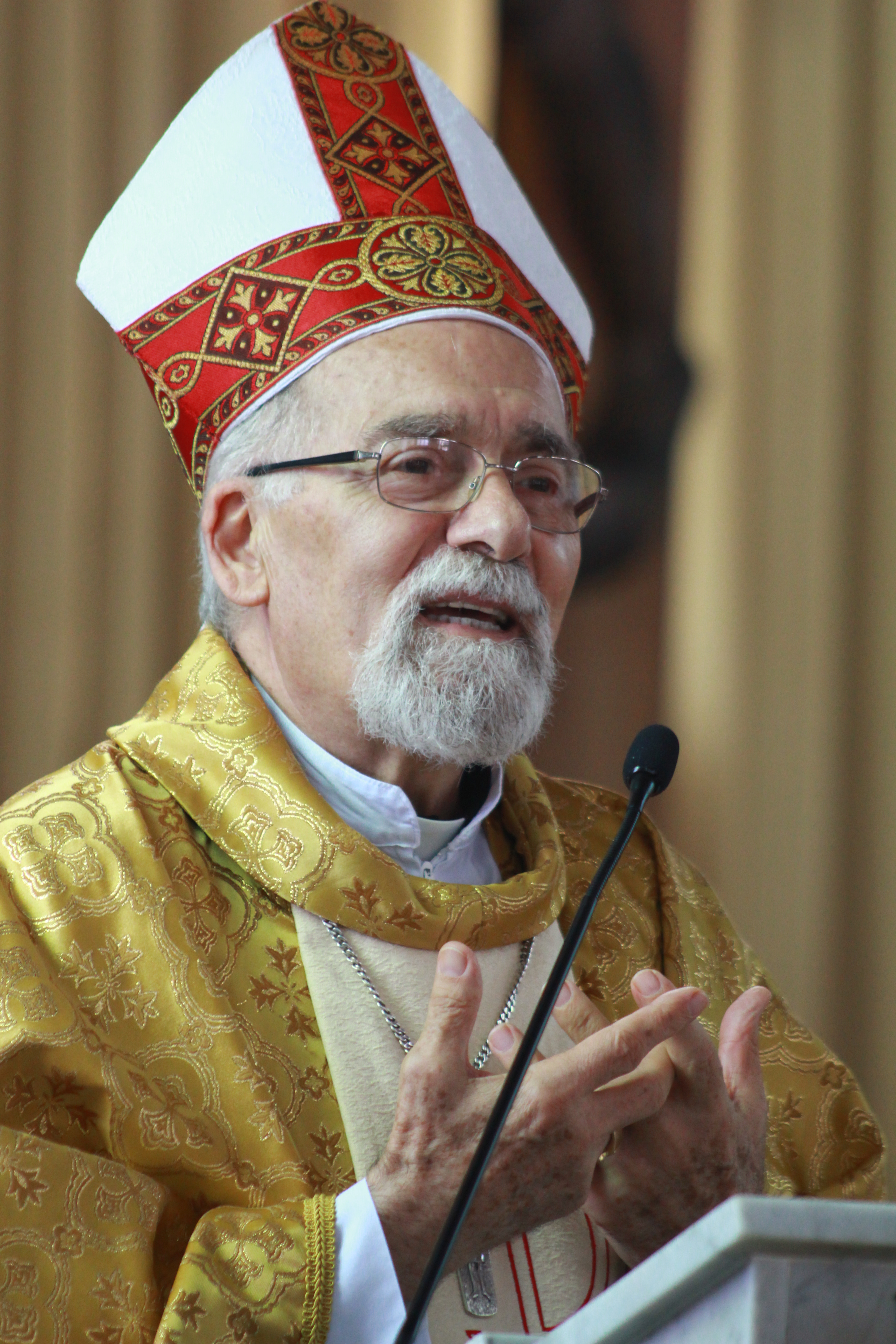
Vittorino Girardi

Vittorino Girardi MCCJ (* 24. März 1938 in Lendinara, Provinz Rovigo) ist ein italienischer Ordensgeistlicher und emeritierter römisch-katholischer Bischof von Tilarán-Liberia.

## Leben
Vittorino Girardi trat der Ordensgemeinschaft der Comboni-Missionare bei, legte die Profess am 9. September 1962 ab und empfing am 30. März 1963 in der Lateranbasilika die Priesterweihe.
Papst Johannes Paul II. ernannte ihn am 13. Juli 2002 zum Bischof von Tilarán. Die Bischofsweihe spendete ihm der Apostolische Nuntius in Costa Rica, Erzbischof Antonio Sozzo, am 21. September desselben Jahres; Mitkonsekratoren waren Román Arrieta Villalobos, Erzbischof von San José de Costa Rica, und Héctor Morera Vega, emeritierter Bischof von Tilarán.
Am 6. Februar 2016 nahm Papst Franziskus seinen altersbedingten Rücktritt an.